# Komornica
Komornica (prononciation : [kɔmɔrˈnit͡sa]) est un village polonais de la gmina de Wieliszew dans le powiat de Legionowo de la voïvodie de Mazovie dans le centre-est de la Pologne.
Il se situe à environ 4 kilomètres au bord-ouest de Legionowo (siège de la gmina), 8 kilomètres au nord de Legionowo (siège du powiat) et à 29 kilomètres au nord de Varsovie (capitale de la Pologne).
Le village possède approximativement une population de 168 habitants en 2009.

## Histoire
De 1975 à 1998, le village appartenait administrativement à la voïvodie de Varsovie.